# Piedecuesta
Piedecuesta es un municipio colombiano del departamento de Santander. Se trata de uno de los municipios constituyentes del Área metropolitana de Bucaramanga, estando ubicado a 17 Km del núcleo principal. 
Su extensión territorial es de 344 kilómetros cuadrados; su geografía ofrece un sinnúmero de valles, mesetas, montañas y colinas, accidentes territoriales que presentan una variada climatología, pasando del radiante sol de Pescadero a la neblina del páramo de Juan Rodríguez.

## Ubicación
El municipio limita por el norte con Tona, Floridablanca y Bucaramanga; Guaca, Cepitá, Aratoca y Los Santos, por el oriente con Santa Bárbara y por el occidente con Girón.
Estos límites a su vez demarcan las fragmentaciones del relieve municipal por la falla de Bucaramanga al oriente, el nudo sísmico y la falla de los Santos al sur, la falla del río Suárez al occidente y las fallas de Ruitoque y Río de Oro por el norte, todo lo cual ha conllevado a que los habitantes se adapten a las condiciones socioambientales de vida propiciadas por los pisos térmicos andinos y las dinámicas sísmicas de la región.
Por su ubicación en la Cordillera Oriental, Piedecuesta es un municipio productor de agua. En el páramo de Juan Rodríguez (Berlín) nacen los ríos de Oro, Hato (o Lato), Manco y Umpalá (Aguaclara), así como doce quebradas. El río de Oro y sus afluentes es tema de interés de las ciencias naturales de Piedecuesta al ser fuente de agua potable, regadíos, extracción de arena y traslado de aguas negras del Municipio.
La ciudad de Piedecuesta se encuentra dividida en barrios, urbanizaciones, conjuntos residenciales, e incluso condominios residenciales en las áreas rurales semiurbanas, que en total suman 192 divisiones territoriales. A los cuales se agregan diez barrios no legalizados ni reconocidos por la administración municipal.

## Etimología
El nombre Piedecuesta es el resultado de la abreviación dada al sitio, parroquia y villa del "Pie de la Cuesta" a inicios del siglo XIX por el Gobierno central de la República de Colombia a través de sus leyes, decretos y comunicaciones oficiales al estar ubicada en su caso urbano una de las factorías de tabacos más importantes del Estado. Después de emplearse durante algunos años la abreviatura "Piecuesta", con la reforma político-administrativa de 1825 se le reconoció como Villa de Piedecuesta.

## Historia
Los colonos españoles de Girón dieron el nombre del "Pie de la Cuesta" al sitio ubicado entre el Río del Hato, Río del Oro y Río Manco al ser empleado para pernoctar y aprovisionar las bestias de carga antes de continuar los viajeros, arrieros y comerciantes su penoso y arriesgado tránsito hacía Pamplona y los andes colombo-venezolanos a través de la cuesta que permitía el ascenso al páramo de Juan Rodríguez (hoy de Berlín) siguiendo la ribera norte de la cuenca alta del Río de Oro, así como para ascender a través del empinado y resbaladizo camino real que llevaba a El Socorro, y de allí hasta Santafé de Bogotá, a través de la Mesa de Géridas (hoy de Los Santos) y los andes neogranadinos orientales. Sitios emblemáticos de esos lugares de posada fueron en los siglos XVII y XVIII los corredores de la hacienda de los herederos del cofundador de Pamplona Ortún Velasco junto al río Lato (hoy sede de la Universidad Santo Tomás) y los corredores de las haciendas la Venta, los Cauchos y Tres Esquinas, especialmente durante las guerras civiles de los siglos XIX y XX.

## División político-administrativa
Su Cabecera municipal, tiene los siguientes barrios:
Bariloche, Barroblanco, Buenos Aires, Cabecera del Llano, Callejuelas, Campo Verde, arvoreto, Cataluña, Chacarita, Camelot, torre de la cuesta, Divino Niño, El Centro, El Hospital, El Molino, El Refugio, El Trapiche, Halcón de Granada, Hoyo Chiquito, Hoyo Grande (Cañaverales), La Argentina, La Candelaria, La Cantera, La Castellana, La Colina, La Feria (La Pesa), La Gloria, La Macarena, La Rioja, La Tachuela, Las Delicias, Los Cisnes, Miraflores, Palermo, Paseo del Puente, Paseo Galicia, Portal del Molino, Portal del Valle, Paysandú, Pinares de Granada, Pinares Campestre, Nuevo Pinares, Puerto Madero, Quinta Granada, San Antonio, San Carlos, San Cristóbal, San Francisco (de la Cuesta), San Luis, San Marcos, San Rafael, San Telmo, Soratoque, Tejaditos, Villalina, Villaluz, Villanueva, villa marcela, Paseo Real, Zafiro. También se consideran barrios las urbanizaciones, conjuntos residenciales, edificios, conjuntos campestres registrados ante el IGAC y la Oficina de Planeación como son el Condominio Hacienda San Miguel, Ruitoque Country Golf y Palcos de Barroblanco.
Piedecuesta tiene bajo su jurisdicción los siguientes centros poblados:

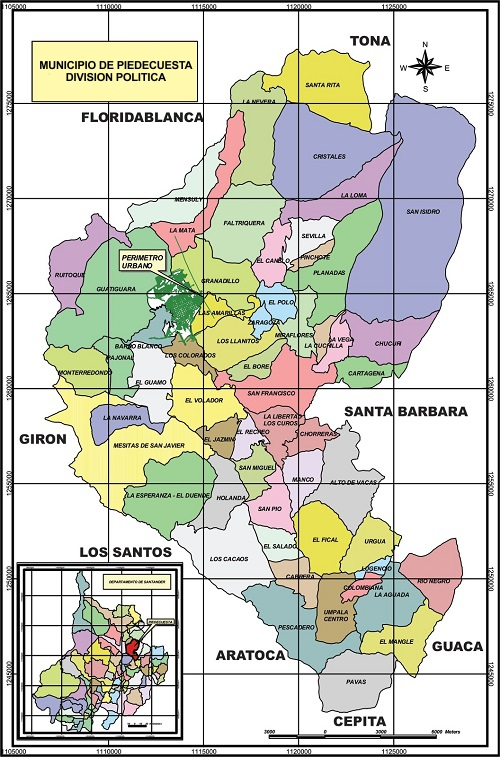
DIVISIÓN POLÍTICA PIEDECUESTA

- Altamira
- Buenos Aires (Mesa Ruitoque)
- Campo Campiña
- Ciudad Teyuna
- Edén
- La Colina
- La Diva
- La Esperanza
- La Vega
- Los Curos
- Mirador del Lago
- Nueva Colombia
- Paramito
- Pescadero
- Sevilla
- Umpalá

### Veredas
Aguadas, Alto de Vacas, Barroblanco, Borbón, Chinavegas, Chorreras, Cristales, Guango, El Centro, El contento, El Fical, El Granadillo, El Guamo, El Salado, El Volador, Faltriqueras, Guatiguará, Guayanas, Ladradas, La Mata, La Urbua, La Vega, Las Amarillas, Los Colorados, Los Llanitos, Mensulí, Mesa de Jéridas, Mesa de Ruitoque, Mesitas de San Javier, Pajonal, Pavas, Planadas, Quebradas, San Francisco, San Isidro, San Jair, San Pio, Sevilla y Trincheras.

### Área metropolitana
El Área metropolitana de Bucaramanga está integrada actualmente por los municipios de Bucaramanga, Floridablanca, Girón y Piedecuesta.
Fue creada mediante la Ordenanza No. 020 del 15 de diciembre de 1981 por la Asamblea de Santander, en la cual se ponía en funcionamiento un área metropolitana, conformada por Bucaramanga, como gran centro urbano o núcleo principal y las poblaciones contiguas de Girón y Floridablanca.
En 1984, se expidió la ordenanza No. 048 en la cual se autoriza la entrada del municipio de Piedecuesta al Área Metropolitana de Bucaramanga, lo cual fue formalizado el 2 de marzo de 1985, con el Decreto 0332 “Por el cual se integra el municipio de Piedecuesta al Área Metropolitana de Bucaramanga”.

## Fundación
Por solicitud de los feligreses de Girón, residentes en el sitio del Pie de la Cuesta, fue erigida el 17 de octubre de 1774 en el llano de San Francisco la Parroquia de "San Francisco Javier por el patronato eclesiástico conformado por las autoridades del Virreinato de la Nueva Granada (Arzobispo, Fiscal de la Real Audiencia y Virrey).
Asentadas desde 1763 en el sitio del Pie de la Cuesta, algunas familias de blancos, mestizos, mulatos y "libres" se comprometieron en 1772 ante el cura párroco de Girón, Dr. Joseph Elseario Calvo, a erigir una capilla a cambio de la solicitud de la erección de una viceparroquia ante las autoridades virreinales. Proceso que se concretó un año después al ser señalado con una cruz el lugar de ubicación de la capilla de palos y paja que fue construida como origen del asentamiento urbano. A lo cual siguió la solicitud de erección de una nueva parroquia en la jurisdicción municipal y provincial de Girón, previo acuerdo con el cura párroco que sustituyó al Dr. J. Calvo quien se oponía a perder a los feligreses más prósperos que aseguraban su congrua e ingresos por concepto de diezmos.

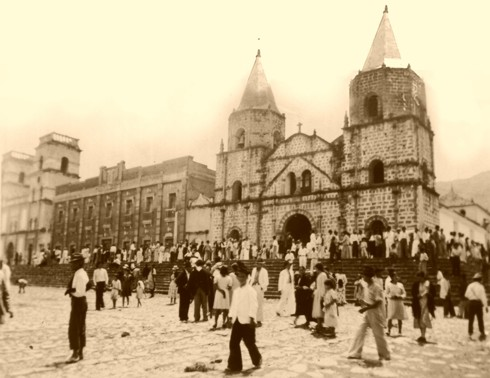
Piedecuesta antigua.

Llegado a la parroquia en los últimos días de diciembre de 1775, el 26 de julio de 1776 el presbítero José Ignacio Zabala reunió a los vecinos principales de su feligresía para acordar la constitución parroquial que debía regir su jurisdicción en cuanto a limosnas, congrua, mayordomo, cofradías, etc. Ese acuerdo fue rechazado por la mayoría de parroquianos quienes se oponían desde 1774 a la elección de ese presbítero como su primer cura párroco al considerarse engañados por el bando socioeconómico representado por la familia de Blas Mantilla a quien le habían confiado su poder ante las autoridades de Santafé. Dicho conflicto fue dirimido solo en julio de 1778 al ser enjuiciadas las partes por el Visitador y Fiscal de la Real Audiencia, Francisco Moreno y Escandón, durante su visita a la provincia al considerar que los parroquianos por sus conflictos habían descuidado el cultivo y cosecha del tabaco estancado.
Ante la solicitud de los vecinos de Girón y feligreses de la parroquia de San Francisco Javier por elegir y regirse con su propio Cabildo, el rey Fernando VII concedió a esa parroquia el título de "Villa de San Carlos" el 16 de agosto de 1810. Un mes antes al rebelarse y desconocer las autoridades regentistas de Girón la Junta de Gobierno de los insurgentes federalistas de Pamplona le otorgaron el título anhelado de villa, al ser una parroquia cuyos vecinos estaban dispuestos a asegurar la independencia nacional de España y los españoles.
Obtenido por las vías de hecho y en derecho ese título político-administrativo le permitió constituirse en una municipalidad independiente de Girón con cabildo, rentas, alcaldes, cárcel y rentas propias. Sellada la independencia nacional en 1819, la Ley de la República de Colombia del 23 de junio de 1824 reconoció la existencia de esa municipalidad como la "Villa de Piedecuesta".
Los orígenes parroquiales y el ascenso político - administrativo de Piedecuesta como Villa, Ciudad, Ciudad capital de la provincia de Soto (1850) y ciudad capital del departamento de Soto (1881) son tema de reflexión de las ciencias sociales de Piedecuesta y objeto de celebración cada semana de la Piedecuestaneidad.

## Economía local
La agricultura es el principal pilar de la economía piedecuestana. Debido a la variedad del relieve y por consiguiente a los pisos térmicos, existe diversidad de productos. Su situación topográfica cuenta con partes altas, en donde se cultiva el maíz, la arveja, el trigo, la cebolla, las hortalizas, la arracacha, distintos pastos, verduras y algunos frutales. La parte baja rica en caña de azúcar, maíz, tabaco y plátano. En la parte templada se cultiva yuca, tomate, caña y tabaco. Los productos básicos de la economía piedecuestana son la caña de azúcar y el tabaco.
- Caña de azúcar: la mayor parte de los cultivos de caña de azúcar se encuentran en los suelos de aluvión, ligeramente arcillosos.[15]
- Tabaco: el cultivo está ubicado en las vegas del valle del Río de Oro.[16]

La artesanía y la manufactura tienen su base en los siguientes renglones:
- Elaboración de cigarros finos (puros) y corrientes (chicotes) de tabaco.[16]
- Elaboración de panela. [15]
- Industria del fique.
- Industria de alfarería.
- Industria alimentaria.
- Industria del cuero
- Gran productor de mora

Piedecuesta fue conocida hasta mediados del siglo XX como la capital de la leche y la miel de la provincia de Soto después de la crisis en la producción de tabacos, dulces, tejidos y cueros causado por la ocupación, batalla y destrucción de la ciudad de Piedecuesta durante la Guerra de los Mil Días Sin embargo, los acelerados procesos de urbanismo que han ocupado los valles, llanos y vegas que rodeaban la ciudad han llevado a que se constituya, en el sector industrial, como el principal municipio productor de cigarros finos y corrientes de Colombia. Artesanías y manufacturas hechas a base de hojas de tabaco por 'mujeres cigarreras' quienes se han constituido con sus familias en símbolo de la identidad piedecuestana en los barrios más populares, así como su trabajo en fabriquines, fábricas de empaque y fábricas de cigarros tipo exportación sigue siendo la principal alternativa laboral para más del 30% de los piedecuestanos[cita requerida] dedicados a ser espaladores, rolleros, torcedoras, cajeros, anilladores, empacadores, comerciantes, etc., constituyéndose en tema de estudio y análisis de las ciencias económicas de Piedecuesta.
Estudios realizados demuestran la existencia de: caliza, fluorita, plomo, mercurio y granito, no explotados. Los únicos minerales que se han explotado aunque en mínima cantidad son la cal y la arcilla. De las playas que forman los ríos se aprovecha el cascajo y la arena para construcción.
El sector servicios apenas es incipiente en la economía del municipio pese a tener empresas importantes para la región como el Instituto Colombiano del Petróleo (I.C.P.), centro de investigaciones de este hidrocarburo propiedad de la estatal petrolera Ecopetrol, la Universidad Pontificia Bolivariana (U.P.B.), el Centro Vacacional Campoalegre de Cajasan, la planta productora de Gaseosas Hipinto, la sede de investigaciones de la Universidad Industrial de Santander (UIS), las dos últimas en el sector de Guatiguara, y el Centro Comercial DelaCuesta con el Éxito como almacén principal; se espera que este último se convierta en polo de desarrollo comercial y de entretenimiento para la población piedecuestana con su directorio comercial https://www.nuestraguiapiedecuesta.com/

## Turismo

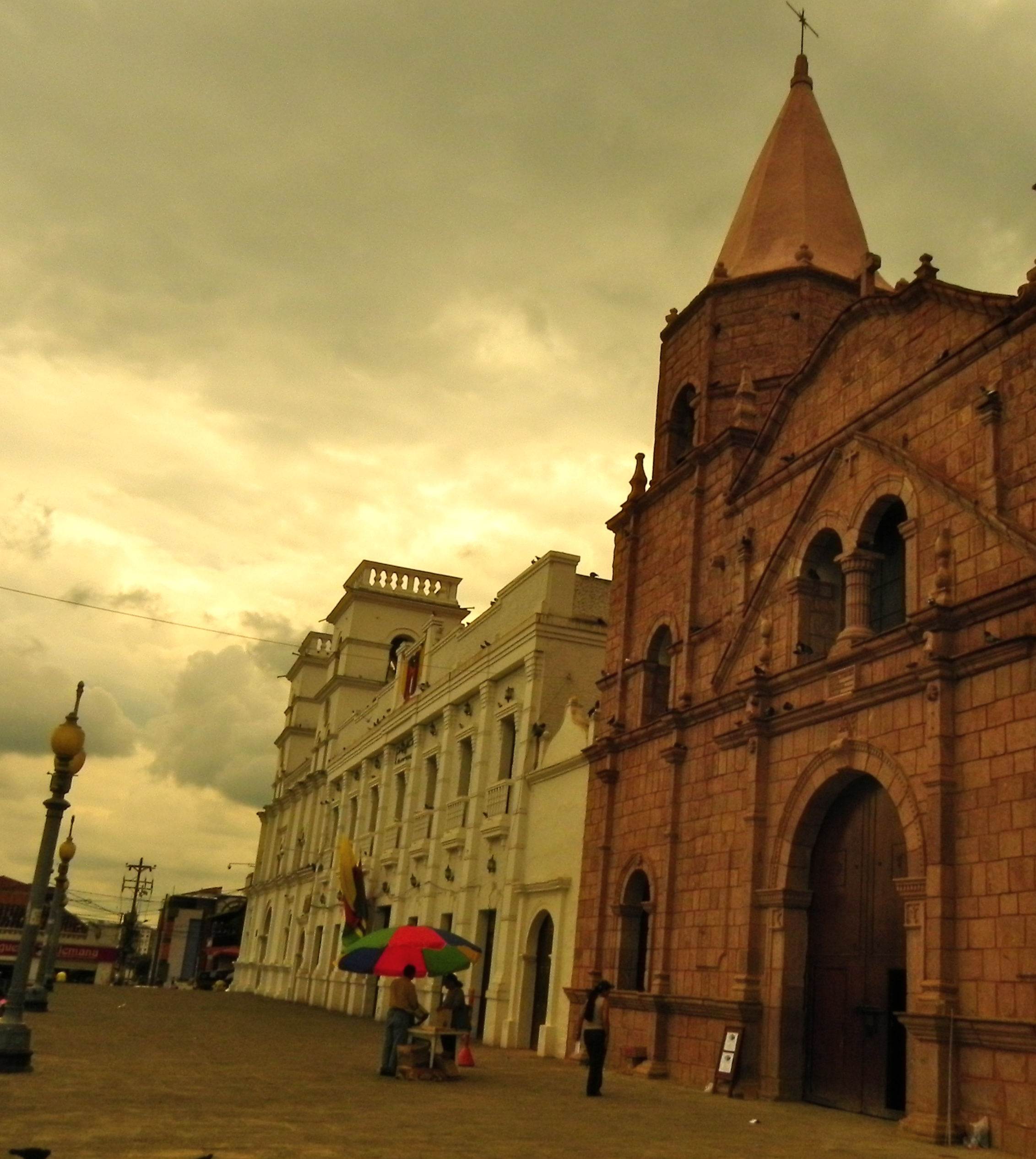
Parque principal de Piedecuesta.

El evento cultural, artístico, religioso y turístico más importante de Piedecuesta es la Semana Santa organizada por la alcaldía municipal y presidida por la Parroquia de San Francisco Javier. Las demás parroquias católicas del Municipio también organizan y celebran la Semana Santa en sus jurisdicciones eclesiásticas barriales y veredales. La Semana Santa de Piedecuesta, realizada en el parque La Libertad y a través de las calles del barrio El Centro cuenta con una tradición religiosa que se remonta a los orígenes de la Parroquia de San Francisco Javier en 1774.

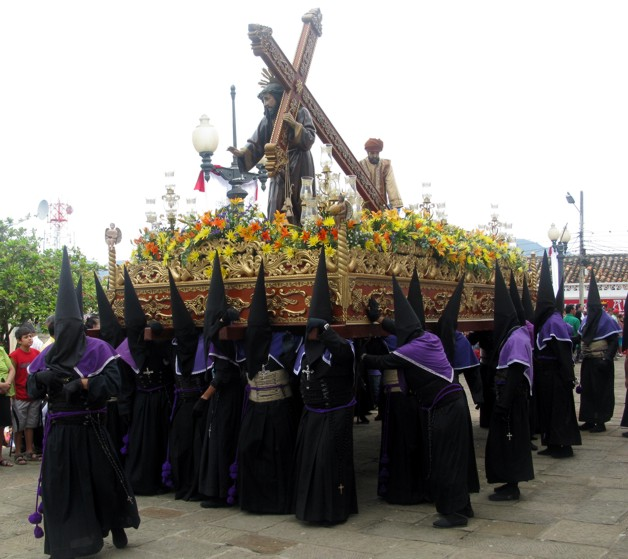
Hermandad de Jesús Nazareno.

Considerada la Semana Mayor de los piedecuestanos, cuenta con un magno despliegue procesional, artístico y organizacional gestionado y preservado por la Corporación Semana Santa de Piedecuesta, creada por Gonzalo Prada Mantilla, constituyéndose en el principal patrimonio cultural inmaterial del Municipio y en una de las celebraciones religiosas más importantes de Colombia, solo superada en tradición y antigüedad por las Semanas Santas de Popayán y Mompox respectivamente, también con un gran número de visitantes a nivel nacional e internacional. Su imaginería religiosa, proveniente de distintas partes del continente y de España, y su organización interinstitucional son factores que enaltecen el principal acontecimiento religioso de la mayoría religiosa católica año tras año al participar los feligreses locales, metropolitanos, nacionales e internacionales en sus rituales eucarísticos y procesionales con mucha fe, entrega espiritual y profunda devoción.

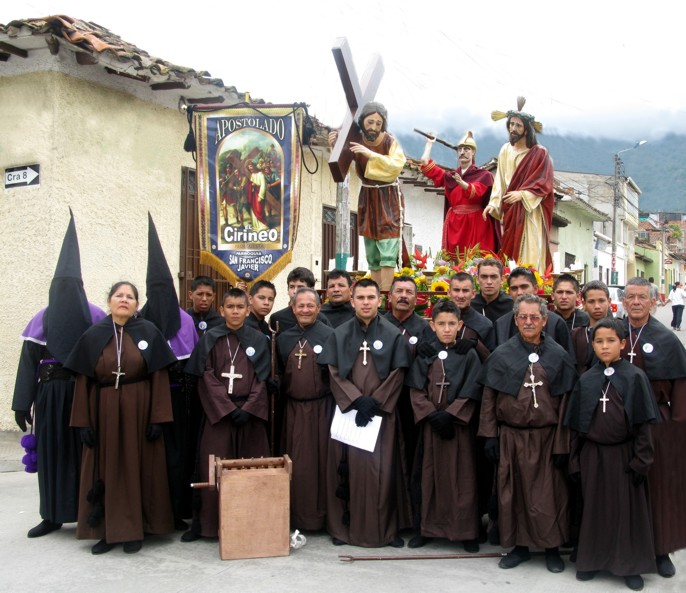
Apostolado de Cirineos de Piedecuesta

Con más de un siglo de tradición y entrega penitencial hacia Jesucristo, la Hermandad de Jesùs Nazareno la parroquia San Francisco Javier es la cofradía parroquial que engalana y propende por la conservación del patrimonio religioso de la localidad. Dicha comunidad religiosa cuenta con más de 300 hombres socios activos quienes participan muy fervorosamente en cada uno de los actos que conforman la Semana Santa de Piedecuesta. A la labor de los nazarenos se suman los grupos apóstolicos, entre los cuales se encuentra el "Cirineo" (o de los cargueros), La Cofradía del Sagrado Corazón de Jesús del Colegio Balbino García y las cofradías familiares o institucionales encargadas de preparar los pasos procesionales y las instituciones eduativas del Municipio que desfilan con sus bandas musicales y sus delegaciones de estudiantes durante cada día del triduo pascual.
El lugar de interés social, cultural y ambiental más importante que tiene la ciudad de Piedecuesta es el Cerro de la Cantera, declarado desde 1985 "área de recuperación forestal". En su cima fue inaugurado el 11 de octubre de 1942 un monumento a la Virgen de la Cantera (advocación de la Inmaculada Concepción de María), una gruta con la imagen de la Virgen de Monguí y una plazoleta que ha permitido la realización de ceremonias rituales durante la Semana Santa, especialmente el Viernes Santo realizando el Viacrucis hacia su cima, la celebración de la fiesta de la Santa Cruz, las conmemoraciones de las diferentes advocaciones de Santa María, así como es lugar ideal para elevar cometas en el mes de Agosto.
Otros lugares de interés público son los diversos paisajes, lugares de esparcimiento familiar (como el Club Lomas del Viento de Comfenalco y el Parque Menzuly) y balnerarios de los Corregimientos Umpalá y Pescadero en las estribaciones del Cañón del Chicamocha, aptos para realizar 'Paseos de Olla' que incluyen la preparación en la orilla del Río Sogamoso o en sus quebradas afluentes de asados y sanchocos (especie de sopa preparada con diversas variedades de carnes y hortalizas) y el Parque Central o Principal de la ciudad reconstruido y denominado oficialmente como el "Parque de la Libertad". En el altosano (oriental) de ese parque se encuentra al norte la primera iglesia parroquial que tuvo Piedecuesta (Templo del Perpetuo Socorro, actualmente en desuso para ceremonias católicas, pero que es utilizado ocasionalmente para actividades culturales y sociales), en el centro se encuentra el Palacio Municipal (casa municipal o casa consistorial) donde se encuentran las oficinas y dependencias de la Alcaldía Municipal, así como en el costado sur se encuentra el templo de la parroquia de San Francisco Javier cuyo frontis fue construido con cantos extraídos y labrados del cerro de la Cantera. Si bien la mayoría de los piedecuestanos son de confesión católica, en el municipio existen y se promueven con tolerancia otros cultos y credos religiosos, los cuales demuestran la importancia de promover el estudio multicultural de las ciencias religiosas de Piedecuesta.
Los principales escenarios deportivos del municipio se encuentran en el sector conocido como 'Villa Concha', donde se encuentra un estadio de fútbol con capacidad de más de 2.300 personas, sede del equipo de Segunda División colombiana Real Santander, también es sede del equipo femenino Real Santander Femenino y es utilizado principalmente para torneos aficionados como el 'Octogonal de Villa Concha', que otorga un cupo para el 'Torneo de la Cancha Marte' en Bucaramanga, albergando también los entrenamientos de las selecciones participantes del torneo preolímpico de fútbol para los juegos de Tokio 2020. Además, es multifuncional para deportes como el rugby. Existe también un coliseo cubierto para la práctica de deportes como el fútbol de salon, baloncesto y voleibol; fue la sede del equipo de fútbol de salon Piedecuesta FS, que participó durante el año 2014 en el torneo profesional de microfutbol nacional. También tiene una piscina semiolimpica para las escuelas de formación deportiva en natación.

## Ferias y eventos
- Semana Santa[25] catalogada como una de las tres mejores a nivel nacional. Marzo - abril.
- Semana de la Piedecuestanidad,[26] 26 a 30 de julio.
- Día de Piedecuesta y la Piedecuestaneidad (26 de julio): Conmemoración tradicional y legendaria del aniversario de erección de la Parroquia de San Francisco Javier del Pie de la Cuesta el 26 de julio de 1776.
- Aniversario de la creación de la municipalidad de Piedecuesta[13] (Villa de San Carlos: 16 de agosto de 1810).
- Carnaval Cultural. Con participación delegación del carnaval de Barranquilla.
- Festival Nacional de Teatro Alfredo Camargo Acevedo (Septiembre).
- Festival de la Mora en la Vereda Sevilla.
- El Festival de la Tigra: Encuentro musical que se realiza en enero con un cartel de artistas y proyectos de Piedecuesta y Santander y la participación de invitados nacionales e internacionales. Durante tres días, el festival presenta 18 espectáculos en vivo y una agenda de talleres, conversatorios y espacios de discusión que aportan al fortalecimiento de la escena musical y cultural de la región.

## Símbolos

### Escudo

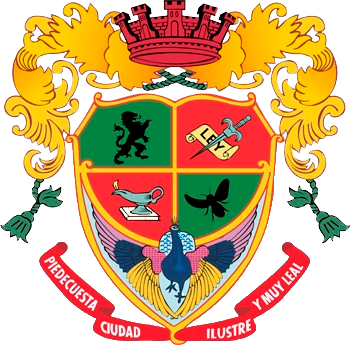
Escudo de Piedecuesta, departamento de Santander.

El escudo de Piedecuesta tiene por cabeza un importante castillo, símbolo de nobleza e hidalguía. Lambrequines de oro señal de riqueza.
La parte central está dividida en cuatro compartimentos en rojo y azul. En la parte superior izquierda un León, representa la vigilancia, la autoridad, el poder, lo aguerrido de la gente Piedecuestana. En la derecha una espada sobre un pergamino, significa la verdad, la ley, el orden, el respeto a la autoridad.- En la parte inferior izquierda vemos una lámpara sobre un libro símbolo de la verdad, la igualdad, la sabiduría de todos los nacidos en esta tierra. En la derecha una abeja, símbolo de trabajo y laboriosidad de todos los habitantes de este pueblo. La lámpara y la espada están sobre un fondo rojo, el león y la abeja, sobre un fondo azul. En la parte inferior el escudo, se encuentra un pavo real, símbolo del orgullo que debe tener todo aquel que haya nacido en esta tierra.
Finalmente en el axergo, la leyenda "Piedecuesta, ciudad Ilustre y muy leal". La tradición de la villa y el acuerdo del concejo dieron suficiente título de Ilustre y leal a la Villa.- Ilustre, por el talento de sus hijos y Leal para con la Patria y la Libertad en todas las horas.
El escudo de Piedecuesta fue realizado por el pintor Luis Antonio Céspedes Mantilla, nacido aquí. Fue entregado al Concejo Municipal en 1941, siendo Presidente del Cabildo el señor Aníbal Rey Mantilla. El original del escudo se encuentra en la secretaria General del Comando de Policía de la Ciudad.

### Bandera
Tradicionalmente se venía usando una bandera con franjas de color verde, blanco y rojo; el Concejo Municipal dictó un Acuerdo reglamentando sus dimensiones y uso con los siguientes aspectos:
1. Crease un símbolo - Bandera Municipal - cuyas dimensiones serán 1.80 metros de largo y de ancho 90 centímetros.
2. Tendrá tres franjas horizontales cuyo ancho será de 30 centímetros cada una.
3. Las tres franjas de que trata el artículo anterior serán: En la parte superior, de color verde, en el centro de color blanco y la franja inferior de color rojo.
4. Estas tres franjas representan: El color verde los cañaduzales del suelo, el blanco la paz ahora reinante en nuestro municipio y el rojo, el color de la sangre que derramaron los hijos de Piedecuesta por implantar la libertad de nuestra patria.
5. En la franja central y a partir de su equidistancia en un radio de 30 centímetros, deberá llevar formando la V de la victoria, en la parte derecha una planta de tabaco y en la parte izquierda una planta de caña de azúcar y en su vértice un libro abierto y sobre éste en posición vertical una pluma, está representará la intelectualidad actual del municipio.
6. Autorizase su izada- de bandera- en el asta- que tiene el edificio municipal para tal fin, el día célebre - oficial de Piedecuesta y ordéneselo en el uso al comité deportivo para sus competencias.

### Himno
CORO
¡ Piedecuestanos de frente altiva!
¡ Piedecuestanos de pundonor!
¡ Piedecuestanos de alma viva!
¡ Amen su tierra con sumo honor!
Trepando sueños por la floresta
Pasó Bolívar y batallón,
Llenos de euforia y con mano diestra
Portando intrépidos, pabellón.
Desde la cima de la Cantera,
enreda vientos de libertad,
cañaduzales y sementeras,
la reverdecen en espiral,
la reverdecen en espiral.
CORO.
Hombres de lanza, agro y cultores,
aquí han abierto camino y luz,
por eso alegres los ruiseñores
en coro entonan con dulce voz..
Marchas sonoras de oro y trigo
para Zabala su fundador.
en paz cantemos mi buen amigo,
cantemos juntos de corazón,
cantemos juntos de corazón.
LETRA: Germán Valenzuela Sánchez

## Servicios públicos
- Energía Eléctrica: Electrificadora de Santander (ESSA), del grupo EPM, es la empresa prestadora del servicio de energía eléctrica.
- Gas Natural: Vanti es la empresa distribuidora y comercializadora de gas natural en el municipio.